# Präriefolkets handelsnätverk
Präriefolkets handelsnätverket som uppkom under förhistorisk tid, mötte de första européerna och kom att kraftigt påverkas av handeln med de europeiska makterna. Trots detta bibehölls den grundläggande strukturen ända fram till början på 1800-talet, då omfattande smittkoppsepidemier på prärien och det amerikanska Louisianaköpet 1803 i grunden och för alltid ändrade förutsättningarna för relationerna mellan urfolk och icke-urfolk. Handeln var inte längre det medium genom vilket de viktigaste kontakterna förmedlades, utan nu blev präriens urfolk snart betraktade som ett hinder i vägen, först för den amerikanska pälsjakten, sedan för de urfolknationer öster om Mississippi som den amerikanska regeringen dislokerade västerut och slutligen för landhungriga amerikanska boskapsuppfödare och nybyggare.

## Handelssystemet

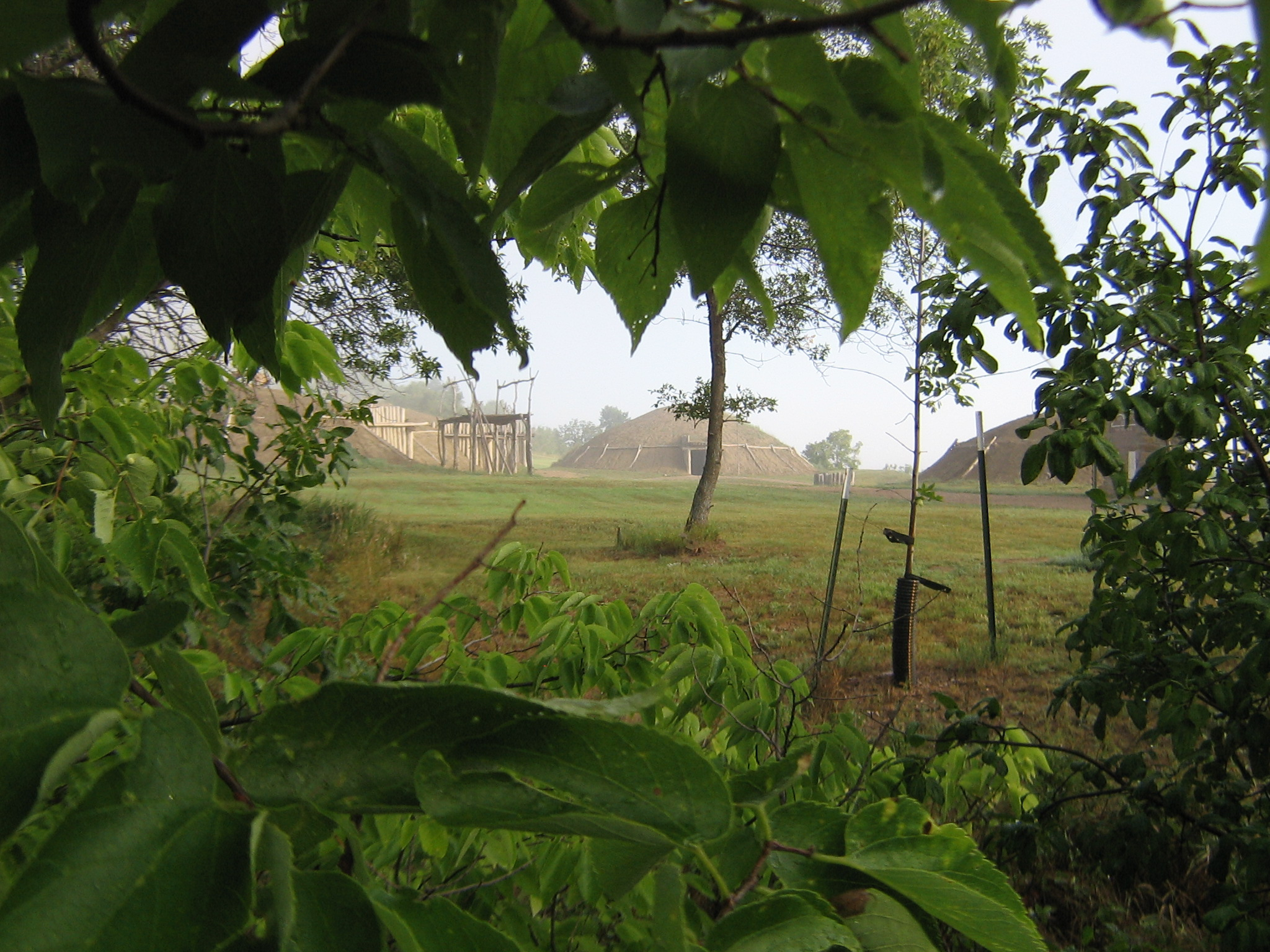
Mandanby - modern rekonstruktion (2008).

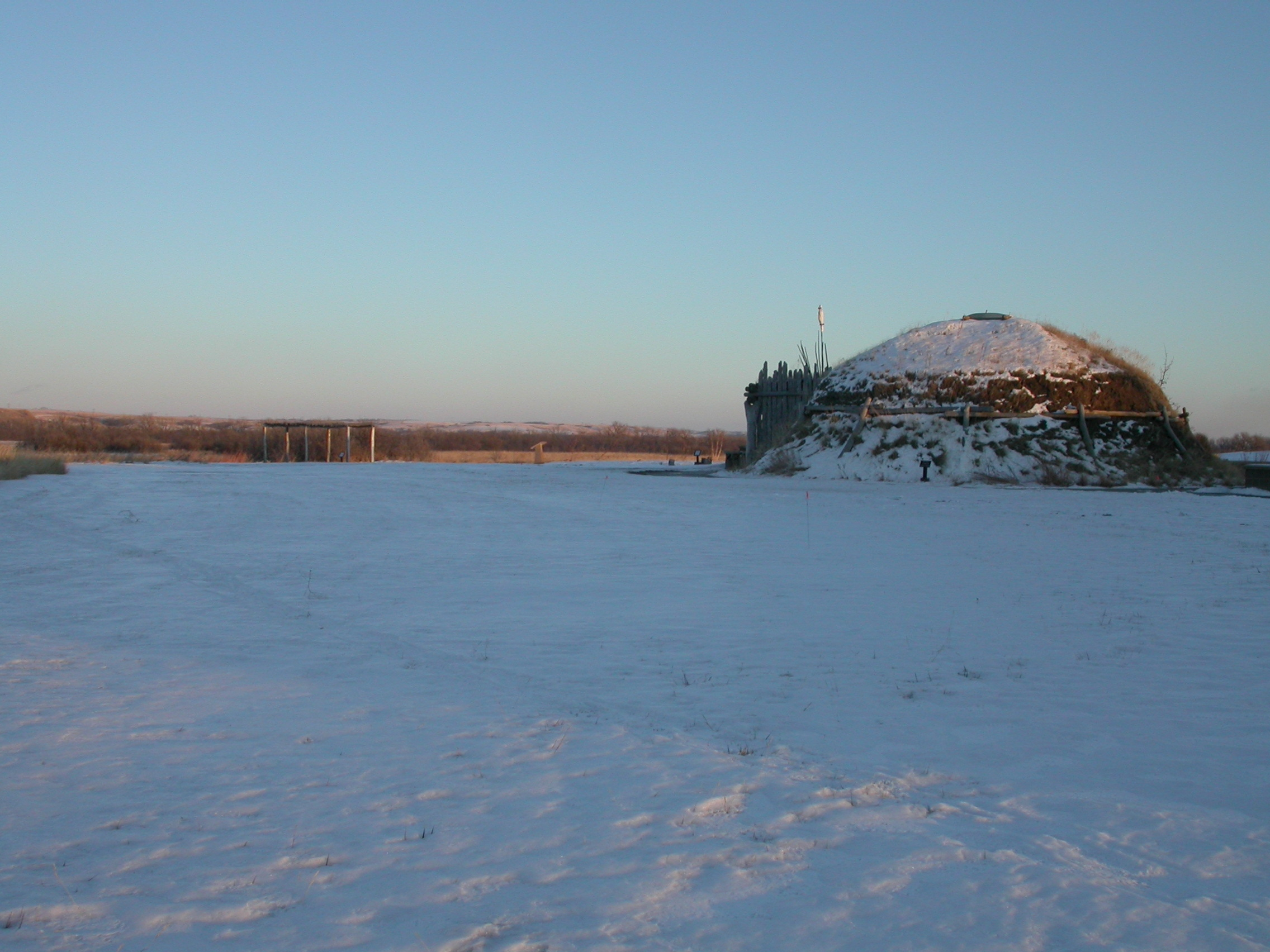
Hidatsaby på vintern - modern rekonstruktion (2005).

Det handelssystem som fanns på prärien vid tiden för de första europeiska kontakterna var baserade på ett antal handelscentra som fungerade som nav i ett utvecklat handelsnätverk. Alla viktiga handelscentra fanns hos halvnomadiska hackbrukskulturer, som producerade ett överskott av jordbruksprodukter vilka kunde omsättas i handeln.  Värdefulla handelsvaror som havsmusselskal, obsidian och turkos fraktades tusentals kilometer från sitt ursprung.
De viktigaste handelscentra i detta system fanns vid mandanernas och hidatsas samt arikaras byar vid Missouriflodens mellersta lopp.  Ett fördelaktigt geografiskt läge i kombination med en överskottsproduktion av jordbruks- och hantverksprodukter utgjorde grunden för denna roll. I historisk tid besöktes dessa centra av cree, assiniboine, kråkfolk, cheyenner, arapahoer, kiowa, prärieapacher  och  comancher.  Arikarabyarna besöktes även av siouxfolket av Dakotafolket. På den mellersta prärien fungerade pawnees, kansas och osagernas byar som handelscentra av mera lokal betydelse.  Söder om arikarabyarna samlades siouxfolket årligen till en årsmarknad eller rendezvous, vid James River i nuvarande South Dakota, där man bytte varor som man förvärvat genom handel med andra nationer.
Som viktiga mellanhänder i detta handelssystem fungerade assiniboine och cree  vilka förband mandaneras, hidatsas och arikaras handelscentra med den nordligaste prärien och med skogsfolken norr om Lake Superior. Dakota  fungerade som mellanhänder mellan siouxfolkets rendezvous och arikara, medan kansa förmedlade handelsvaror mellan osager och pawnee. Cheyenner var mellanhänder mellan å ena sidan comancher och prärieapacher och mandan-hidatsa och arikaras handelscentra, som därigenom förbands med pueblofolkets handelscentra i Taos och Pecos. Kråkfolk var mellanhänder med arapahoerna och fungerade som förmedlare mellan mandan-hidatsas handelscentra och shoshonernas rendezvous i den sydvästra delen av nuvarande Wyoming.

### Den europeiska infiltrationen
Européernas efterfrågan på värdefulla pälsverk, framförallt bäver, förändrade inte bara präriefolkets ekonomiska förhållanden från självhushållning till marknadsekonomi, det förändrade också relationerna mellan de olika stammarna i riktning mot ökade konflikter och krig, då olika grupper kämpade om kontrollen över handeln med européerna. Hästen ersatte hunden som dragdjur, ökade buffeljaktens effektivitet och var av stor militär betydelse.  Den stora spridningen av hästar till präriefolket inträffade efter pueblorevolten 1680 då tusentals hästar gradvis började spridas norrut och sedan via shoshonernas rendezvous till präriefolkets handelssystem och mandan-hidatsa och arikaras handelscentra och siouxfolkets rendezvous och vidare över prärien. Vid slutet av 1700-talet hade alla präriefolk övergått till en hästbaserad kultur.
Musköten, som också spreds via mandan-hidatsa och arikaras handelscentra, var på grund av den militära överlägsenhet den gav ägarna den europeiska handelsvara som mest genomgripande förändrade relationerna mellan de olika präriefolken.  Medan hästen spreds från söder mot  norr och från väster mot öster, spreds eldvapnen från norr till söder och från öster till väster.  Muskötbeväpnade grupper pressade undan de som inte hade några, eller bara få, eldvapen i en process som radikalt förändrade präriens etnografiska landskap under sjuttonhundratalet.

#### Södra prärien

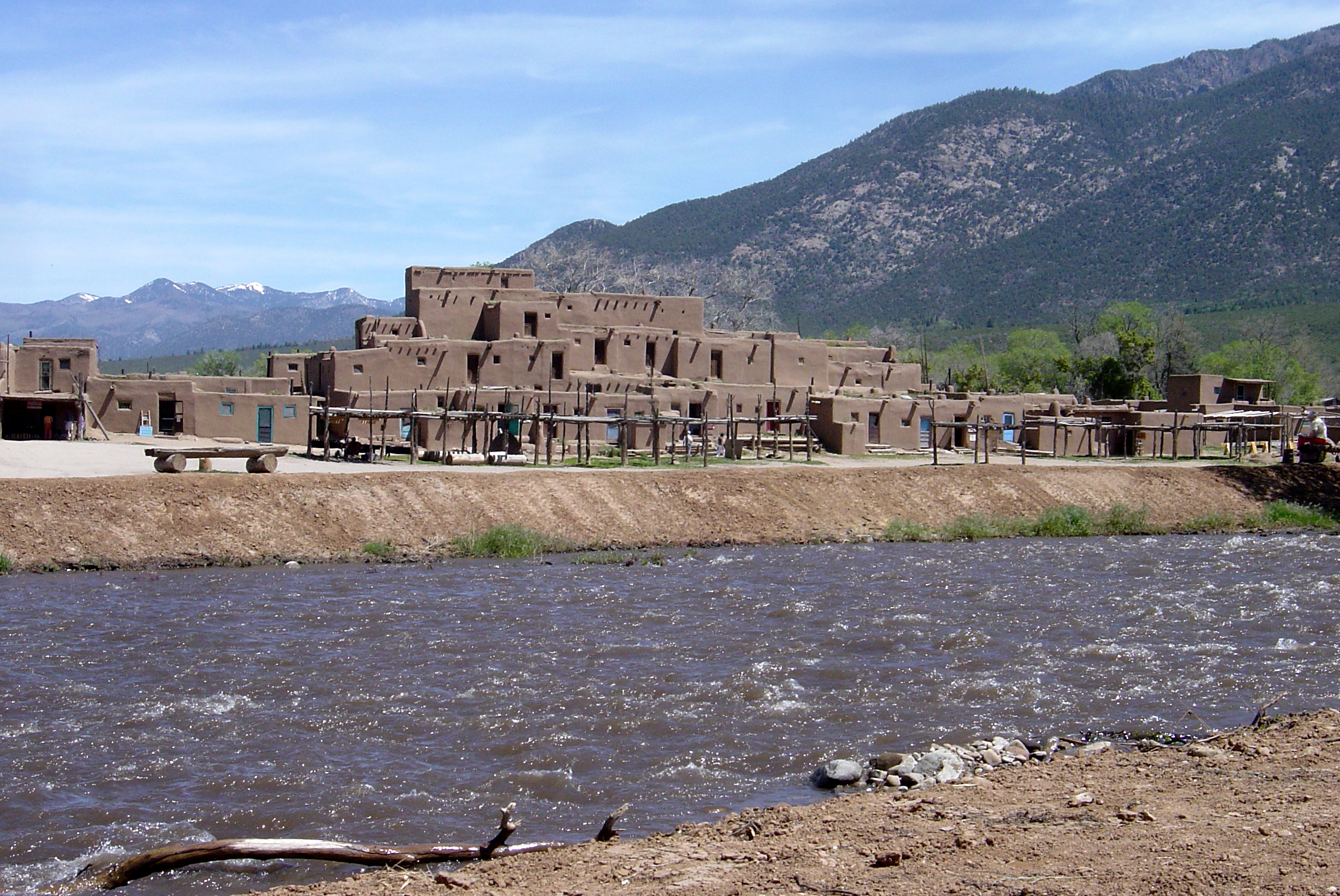
Pueblo de Taos låg i det pueblofolk-kulturområdet, men var ett viktigt handelscentrum för präriefolket.

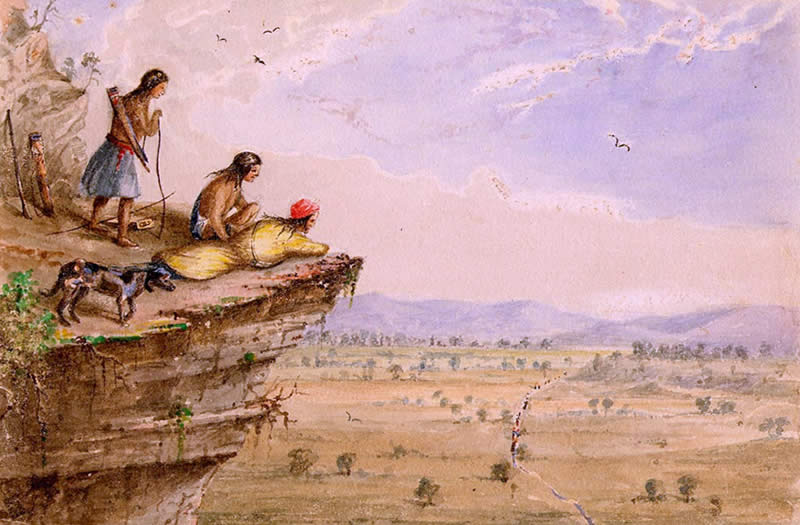
Comancher spanar på en handelskaravan på den södra prärien.

Pueblofolk-handelssystemet fortsatte att fungera även sedan Nuevo México 1582 kommit under spansk kontroll.  Kommunikationerna förbättrades genom spanska vägbyggnationer och de traditionella marknadsplatserna i Taos, Pecos och Picuris ställdes under den spanska kronans beskydd. Spanjorerna efterfrågade pälsverk och hudar och tillförde europeiska handelsvaror till systemet. En del av denna efterfrågan möttes från den södra prärien. Trots stor spridning av de europeiska varorna så kom inte den spanska handelssfären att leda till radikala förändringar i urfolkens kultur. Spanjorerna accepterade ur missionssynpunkt en uppdelning i samexisterande men separata europeiska och urfolk-livsstilar.
Efter pueblorevolten växte pueblofolkets handelssystemets omsättning och betydelse genom comanchernas handel. På 1720-talet hade den blivit en viktig del av Nuevo Méxicos ekonomi. Vid mitten av 1700-talet började fransmännen förse comancherna med eldvapen, som ett led i kampen mellan Frankrike och Spanien. De sålunda välbeväpnade comancherna pressade apacherna från prärien mot pueblofolkets och spanjorernas bosättningar. För att motverka detta ändrade spanjorerna sin handelspolitik och började sälja musköter och krut till comancherna, för att vinna deras vänskap och göra dem beroende av en teknologi som de inte kunde reproducera. 1786 slöt spanjorerna i Nuevo México fred med comancherna. Dessa fortsatte dock att göra räder söderut, mot Texas och Coahuila, och bytet omsattes i det pueblofolkets handelssystemet. Freden 1786 möjliggjorde att en etnokulturell grupp och en yrkesklass som tidigare hade funnits, nu kunde växa sig starka på den södra prärien: de handlande comancheros och de buffeljagande ciboleros.

#### Centrala prärien

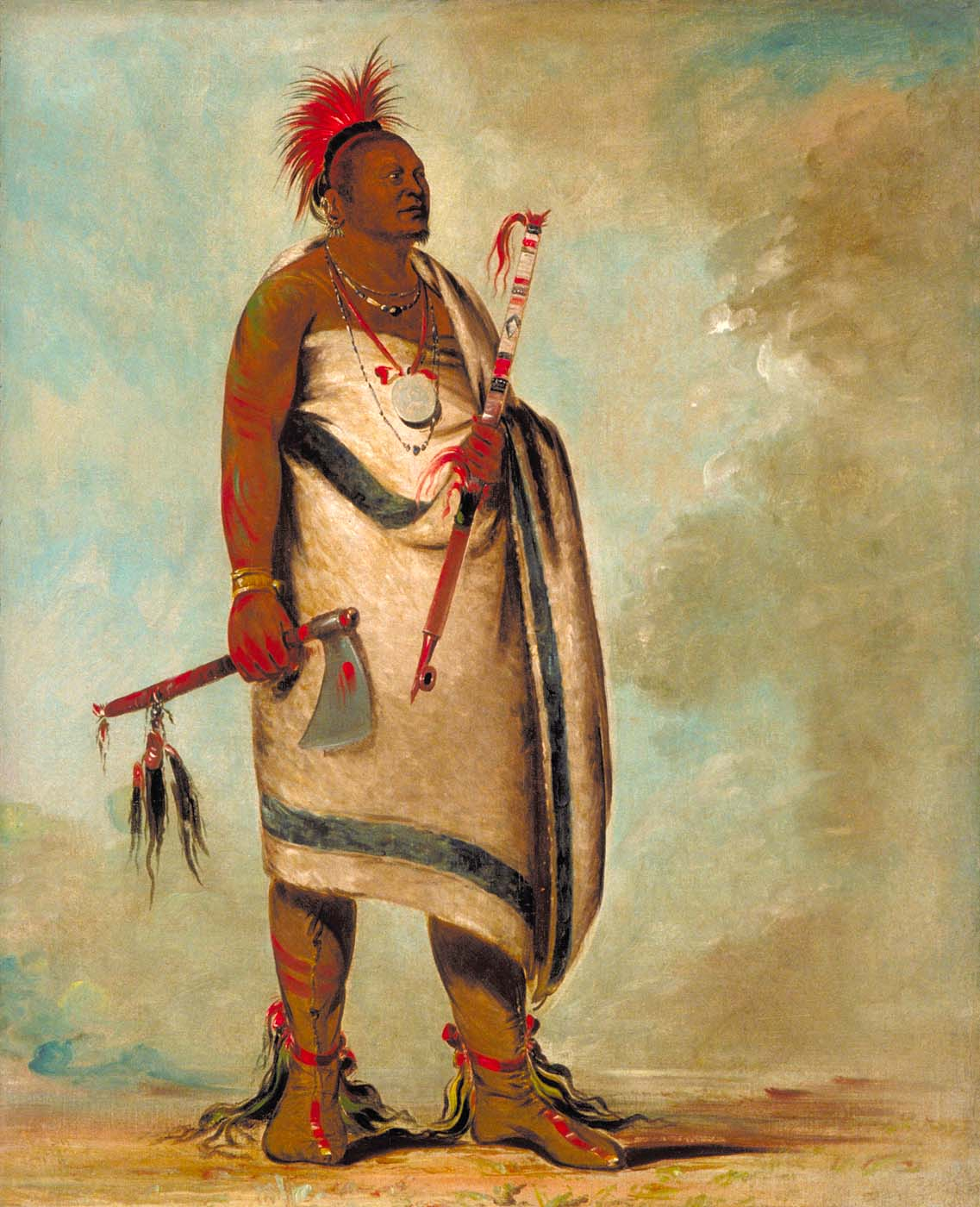
Osage-person

Frankrike var det europeiska land som kom att dominera den centrala prärien. Precis som på andra håll i Nordamerika, var fransmännen vanligen framgångsrika i sina försök att upprätta vänskapliga förbindelser och handel med urfolk därför att de rättade sig efter det sociala beteende som förväntades vid varuutbytet och försökte inte ersätta existerande inhemska mellanhänder i handeln. Därtill kom en raffinerad diplomati kännetecknad av generösa gåvor av handelsvaror och musköter till utvalda urfolkledare och deras familjer. De första franska kontakterna med präriefolket i detta område togs i slutet av 1600-talet. Framgångarna lät dock vänta på sig till Nouvelle Orléans  hade grundats 1718. Den ökade franska aktiviteten ledde den spanska guvernören i Nuevo México att sända en militär expedition till den centrala prärien 1720. När denna  massakrerades av Pawneefolkmarkerade det slutet på det spanska inflytandet på den centrala prärien. Bourgmont grundade Fort Orléans nära dagens Kansas City 1724. Pawnee och osager blev fransmännens viktigaste bundsförvanter och handelspartner på den centrala prärien och fransmännen var beroende av deras medverkan för att uppnå sina handelspolitiska mål och dessa urfolknationer var inte villiga att tillåta fransmännen att handla direkt med västligare präriefolk.
Sjuårskriget medförde att Frankrike avträdde Kanada till Storbritannien och Louisiana till Spanien 1763. De franska köpmännen fortsatte att kontrollera handeln med präriefolket, nu med Saint Louis som bas. De spanska myndigheterna strävade framförallt att upprätthålla den spanska suveräniteten över området och motverka intrång från brittiska och kanadensiska handelsföretag. De fortsatte därvid att använda de beprövade franska diplomatiska metoderna.

#### Norra prärien

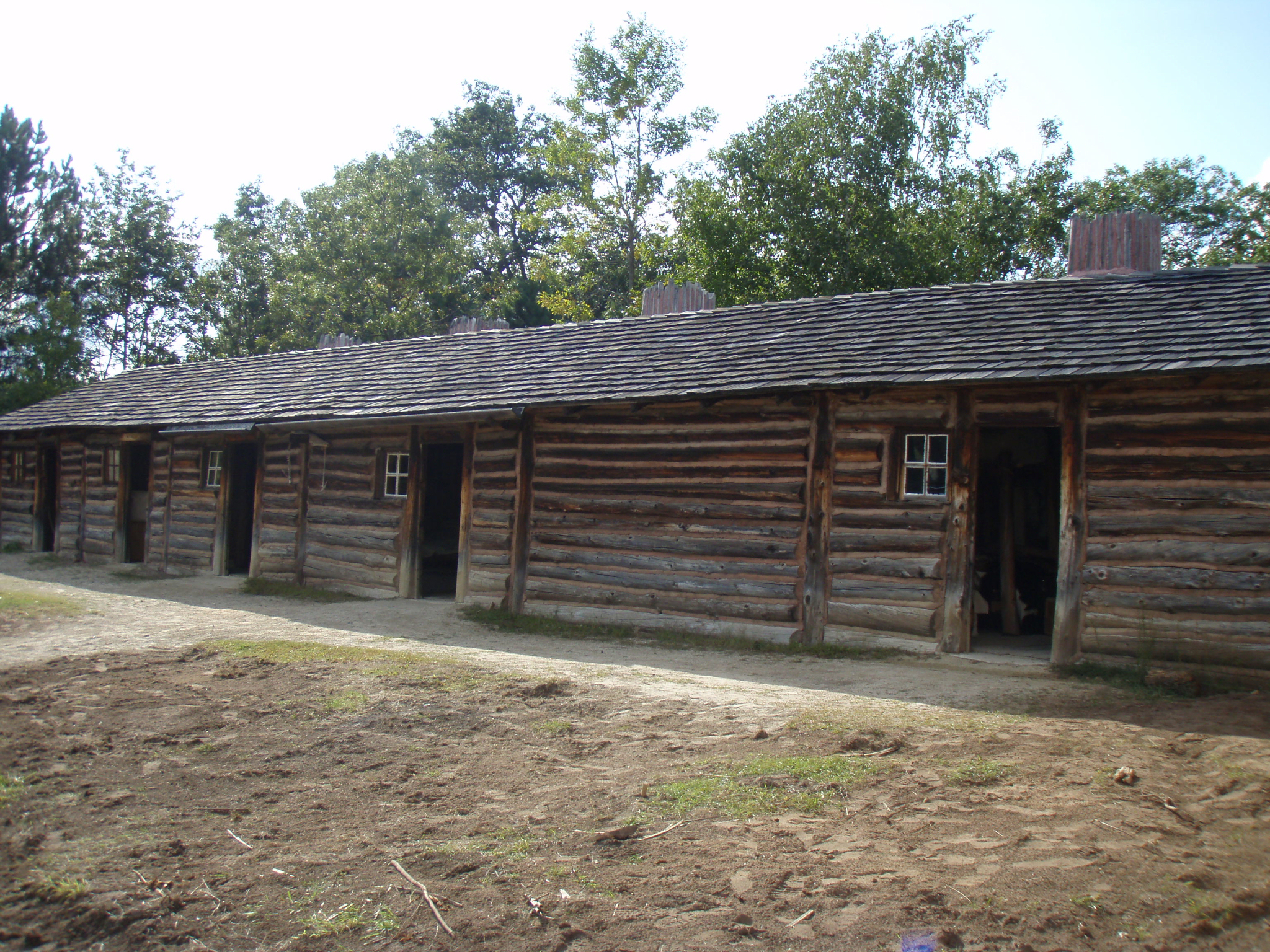
North West Company handelsfaktori omkring 1804 - modern rekonstruktion (2008).

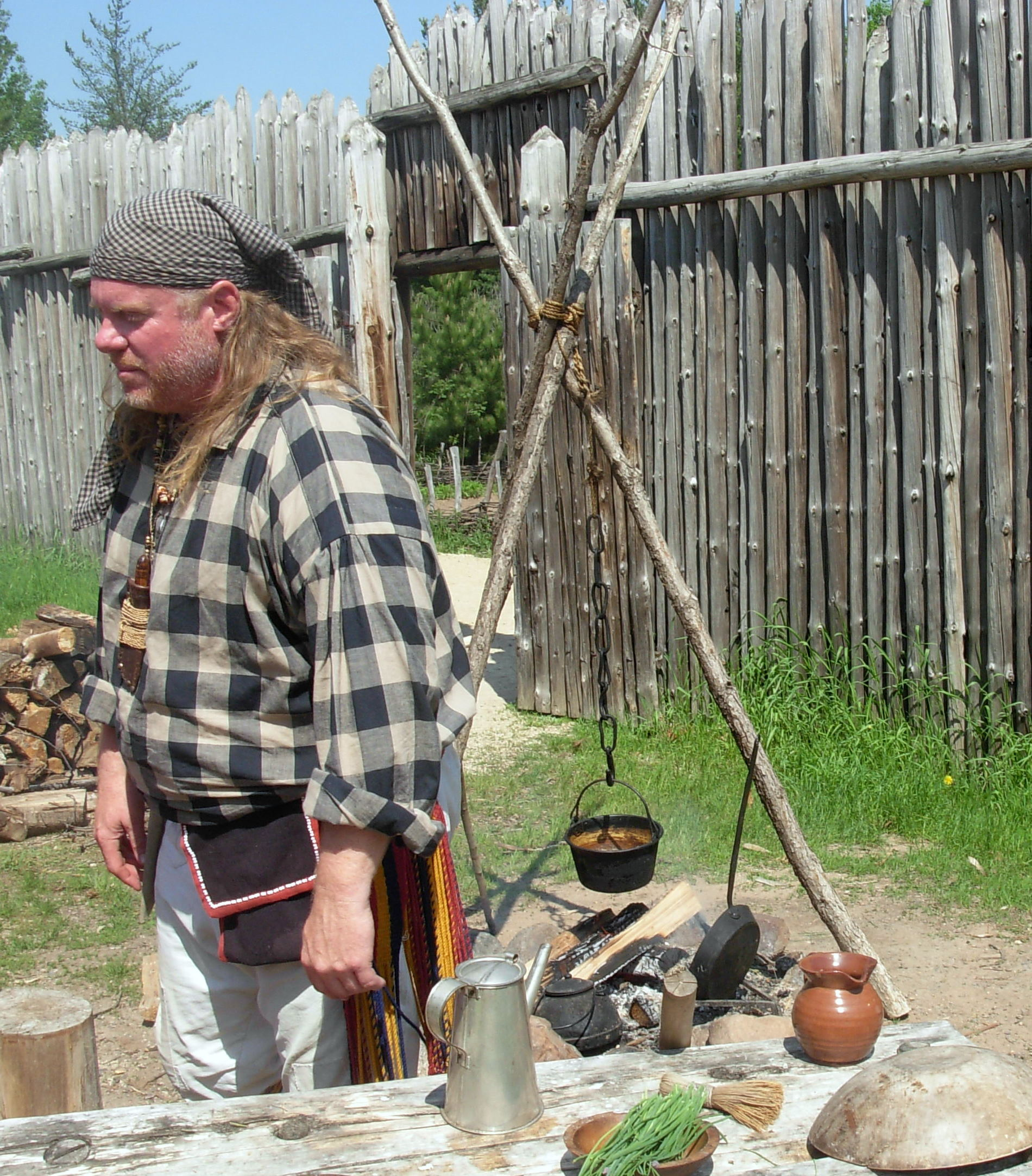
Anställd vid North West Company - modernt historiskt återskapande (2008).

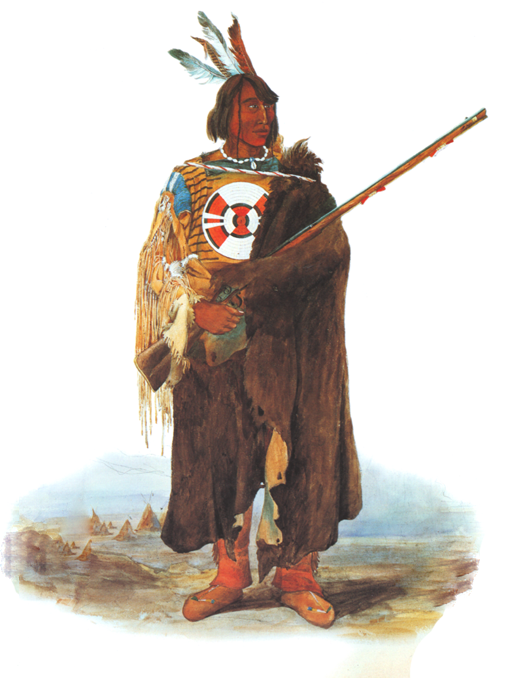
Assiniboine 1833 - målning av Karl Bodmer.

Trots att större delen av den norra prärien tillhörde först franska sedan spanska Louisiana, så lyckades varken Frankrike eller Spanien omsätta sin formella territoriella överhöghet i kontroll av handeln med präriefolket norr om osagerna. Det var i stället det engelska Hudson's Bay Company som norrifrån kom att dominera den norra prärien kommersiellt. Engelska musköter blev en eftertraktad handelsvara och ändrade maktbalansen bland präriefolket. Under 1700-talet hade beridna shoshoner i kraft av sin militära överlägsenhet behärskat den norra prärien, men med assiniboiner som mellanhänder beväpnade sig svartfötterna, gros ventre och sarcee med engelska eldvapen och drev shosonerna tillbaka till bergen. I slutet av 1700-talet försökte spanska expeditioner förgäves upprätthålla den spanska territoriella överhögheten på den norra prärien. Mandanernas, hidatsas och arikaras handel bedrevs framförallt med Hudson's Bay Company, över Brandon House, väster om nuvarande Winnipeg. När Hudson's Bay Company mötte verklig konkurrens var det inte från Saint Louis, utan från det Montréalbaserade North West Company.
Cree och assiniboine blev redan i slutet av 1600-talet mellanhänder i handeln mellan Hudson's Bay Company och längre bort liggande urfolk och upprätthöll denna position med hjälp av engelska musköter. De bägge folken bildade en nära allians, där även siouxfolkets och fransmännens fientlighet hjälpte till att stärka banden. Under 1700-talet pressades siouxfolkets gradvis västerut av muskötbeväpnade creer och ojibwa. Handelsvarorna från Hudson's Bay Company och North West Company nådde siouxerna i huvudsak genom urfolkets mellanhänder. I slutet på 1700-talet skedde handelsutbytet vid Dakota Rendevouz vid James River (se ovan) vilket ersatte motsvarande möten längre österut. Siouxerna pressade i sin tur undan cheyennerna och övergick alltmer till en präriefolkkultur.